# Monasterio de Vega
Monasterio de Vega est une commune de la province de Valladolid dans la communauté autonome de Castille-et-León en Espagne.

## Géographie
La localité d'Oteruelo de Campos a été intégrée à la commune de Monasterio de Vega en 1857.

## Sites et patrimoine
- Église San Andrés
- Le couvent

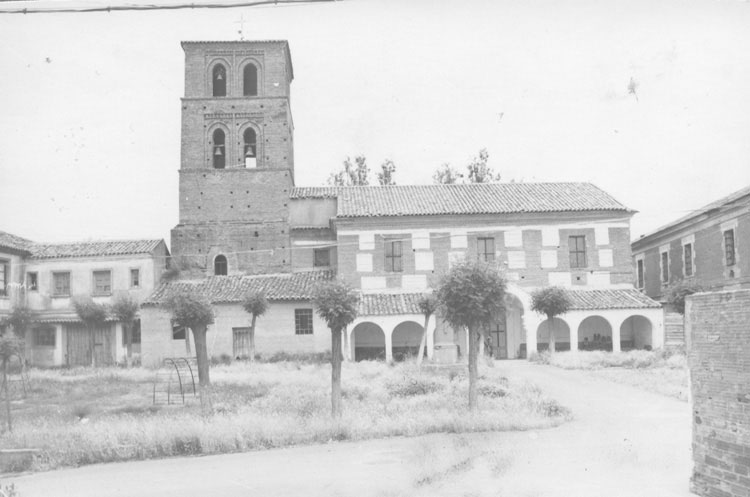
Église San Andrés.